# Vikarbodarna och Skatan
Vikarbodarna och Skatan – miejscowość (tätort) w Szwecji, w regionie administracyjnym (län) Västernorrland, w gminie Sundsvall.
Według danych Szwedzkiego Urzędu Statystycznego liczba ludności wyniosła: 222 (31 grudnia 2015), 243 (31 grudnia 2018) i 255 (31 grudnia 2019).